# Slash (album)

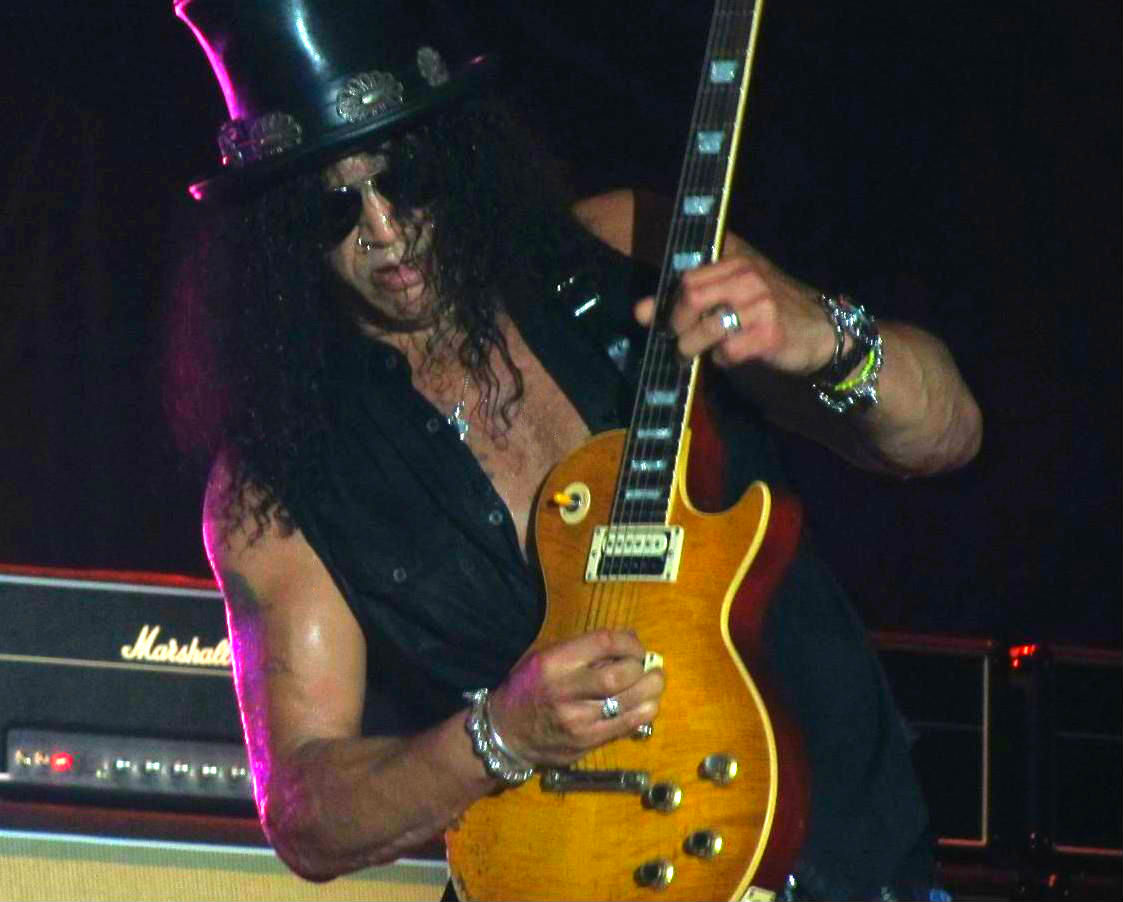
Slash během koncertu v římě, který byl součástí turné k albu. 29. července 2011.

Slash je první sólové album bývalého kytaristy Guns N' Roses Slashe. Producentem alba byl Eric Valentine a hudbu hráli i ostatní členové Guns N´ Roses ze sestavy jaká byla při nahrávání alba Appetite for Destruction (kromě Axla Rose).

## Seznam skladeb
| Standardní edice | Standardní edice      | Standardní edice              | Standardní edice                                  | Standardní edice |
| Pořadí           | Název                 | Autor                         | Host                                              | Délka            |
| ---------------- | --------------------- | ----------------------------- | ------------------------------------------------- | ---------------- |
| 1.               | Ghost                 | Slash, Ian Astbury            | Ian Astbury z The Cult                            | 3:34             |
| 2.               | Crucify the Dead      | Slash, Ozzy Osbourne          | Ozzy Osbourne z Black Sabbath                     | 4:04             |
| 3.               | Beautiful Dangerous   | Slash, Fergie                 | Fergie z Black Eyed Peas                          | 4:41             |
| 4.               | Back from Cali        | Slash, Myles Kennedy          | Myles Kennedy z Alter Bridge                      | 3:35             |
| 5.               | Promise               | Slash, Chris Cornell          | Chris Cornell ze Soundgarden                      | 4:41             |
| 6.               | By the Sword          | Slash, Andrew Stockdale       | Andrew Stockdale z Wolfmother                     | 4:50             |
| 7.               | Gotten                | Slash, Adam Levine            | Adam Levine z Maroon 5                            | 5:05             |
| 8.               | Doctor Alibi          | Slash, Lemmy                  | Lemmy Kilmister z Motörhead                       | 3:07             |
| 9.               | Watch This*           | Slash                         | Dave Grohl z Foo Fighters & Duff McKagan z Loaded | 3:46             |
| 10.              | I Hold On             | Slash, Kid Rock, Marlon Young | Kid Rock                                          | 4:10             |
| 11.              | Nothing to Say        | Slash, M. Shadows             | M. Shadows z Avenged Sevenfold                    | 5:27             |
| 12.              | Starlight             | Slash, Kennedy                | Myles Kennedy                                     | 5:25             |
| 13.              | Saint Is a Sinner Too | Slash, Rocco DeLuca           | Rocco DeLuca                                      | 3:28             |
| 14.              | We're All Gonna Die   | Slash, Iggy Pop               | Iggy Pop                                          | 4:30             |
| Celková délka:   | Celková délka:        | Celková délka:                | Celková délka:                                    | 60:29            |

## Umístění v žebříčcích
| Žebříček(2010)                          | Umístění |
| --------------------------------------- | -------- |
| USA (U. S. Billboard Rock Albums)       | 1        |
| USA (U.S. Billboard Independent Albums) | 1        |
| USA (U. S. Billboard Hard Rock Albums)  | 1        |
| Kanada                                  | 1        |
| Nový Zéland                             | 1        |
| Švédsko (Sverigetopplistan)             | 1        |
| Rakousko                                | 1        |
| Velká Británie (UK Rock Chart)          | 1        |
| Finsko                                  | 1        |
| Řecko                                   | 2        |
| USA (U.S. Billboard 200))               | 3        |
| Evropa (European Top 100 Albums)        | 3        |
| Austrálie                               | 3        |
| Švýcarsko                               | 3        |
| Německo                                 | 4        |
| Dánsko                                  | 4        |
| Norsko                                  | 4        |
| Itálie                                  | 6        |
| Polsko                                  | 11       |
| Maďarsko                                | 12       |
| Francie                                 | 15       |
| Velká Británie                          | 17       |
| Španělsko                               | 26       |
| Mexiko                                  | 34       |